# Памятник военкому В. В. Грацинскому
Памятник-обелиск военкому В. В. Грацинскому – один из ранних советских памятников. Расположен в городе Ржеве, в парке имени Грацинского.
Является надгробным памятником на могиле первого ржевского военкома – Василия Васильевича Грацинского.
Памятник - обелиск был торжественно открыт в первую годовщину Великого Октября – 7 ноября 1918 года.
Обелиск выполнен из чёрного мрамора и представляет собой цилиндрическую колонну, поставленную на четырёхгранное основание, у подножья плита с надписью – «Помни Октябрь 1917-1918 г. Годы Великой борьбы за Социализм»
Памятник был изготовлен в Москве по проекту ржевского архитектора Д. В. Чупятова.
Сам 27-летний военком В. В. Грацинский, командир отряда в 1000 штыков, погиб в бою с белочехами 2 сентября 1918 года в районе села Моркваши близ Казани. Его тело было доставлено солдатами во Ржев, где 11 сентября 1918 года он был похоронен с воинскими почестями в Никольском саду (ныне парк имени Грацинского).
На обелиске видны следы пуль и осколков от снарядов оставшиеся со времён Великой Отечественной войны. После войны обелиск был обнесён оградой в виде расставленных по кругу артиллерийских снарядов с натянутыми между ними цепями.